# Hugh Kindersley
Pour les articles homonymes, voir Kindersley (homonymie).
Hugh Kenyon Molesworth Kindersley (7 mai 1899, Knightsbridge - 6 octobre 1976, Tonbridge), 2e baron Kindersley (en), est un homme d'affaires et homme politique britannique.

## Biographie
Fils de Robert Kindersley, il est directeur et président de la branche londonienne de la Banque Lazard.
il sert dans l'armée durant la Seconde Guerre mondiale.
Il est également directeur de la Banque d'Angleterre de 1947 à 1967, président de la Royal Exchange Assurance (en) de 1955 à 1967, de Rolls-Royce Limited de 1956 à 1968 et de la Review Body on Doctors' and Dentists' Remuneration (en) de 1962 à 1970.
En 1954, il succède à son père Baron Kindersley (en) et en 1976 son fils Robert Hugh Molesworth Kindersley prend sa succession.

## Distinctions
- Commandeur de l'ordre de Saint-Olaf.

## Source de la traduction
- (en) Cet article est partiellement ou en totalité issu de l’article de Wikipédia en anglais intitulé « Hugh Kindersley, 2nd Baron Kindersley » (voir la liste des auteurs).